# Heiðindómr ok mótgangr
Heiðindómr ok mótgangr (islandski: "Poganstvo i otpor") sedmi je studijski album norveškog black/viking metal sastava Helheim. Album je 1. travnja 2011. godine objavila diskografska kuća Dark Essence Records.

## O albumu
Album je bio snimljen 2010. godine u studiju Conclave & Earshot Studios. 
Album je bio objavljen i u CD + DVD inačici; navedeni DVD sadrži snimke sa Helheimovih koncerata na festivalima Inferno (u Oslu 2009. godine) i With Full Force (na aerodromu Roitzschjora u Löbnitzu 2009. godine), kao i tri glazbena spota za pjesme "Dualitet og Ulver" (na kojoj se kao gostujući pjevač pojavio Hoest iz sastava Taake), "Jernskogen" i "Stones to the Burden".

## Popis pjesama
Tekstovi: V'gandr. 
| 1.    | »Viten og mot (Sindighet)« (Znanje i hrabrost (Mirovanje)) | V'gandr   | 7:37 |
| 2.    | »Dualitet og ulver« (Dvojnost i vukovi)                    | V'gandr   | 5:57 |
| 3.    | »Viten og mot (Stolthet)« (Znanje i hrabrost (Ponos))      | H'grimnir | 6:16 |
| 4.    | »Maðr«                                                     | H'grimnir | 5:51 |
| 5.    | »Viten og mot (Årvåkenhet)« (Znanje i mudrost (Pozornost)) | V'gandr   | 6:55 |
| 6.    | »Element«                                                  | H'grimnir | 6:40 |
| 7.    | »Nauðr«                                                    | V'gandr   | 4:01 |
| 8.    | »Viten og mot (Bevissthet)« (Znanje i mudrost (Svijest))   | H'grimnir | 5:09 |
| 9.    | »Helheim 8« (instrumental)                                 | Hrymr     | 4:37 |
| 53:05 |                                                            |           |      |

| Bonus DVD | Bonus DVD                                                   | Bonus DVD | Bonus DVD | Bonus DVD | Bonus DVD | Bonus DVD | Bonus DVD | Bonus DVD | Bonus DVD |
| Br.       | Skladba                                                     | Trajanje  |           |           |           |           |           |           |           |
| --------- | ----------------------------------------------------------- | --------- | --------- | --------- | --------- | --------- | --------- | --------- | --------- |
| 1.        | »Intro (Live at Inferno Metal Festival 2009)«               | 3:08      |           |           |           |           |           |           |           |
| 2.        | »Northern Forces (Live at Inferno Metal Festival 2009)«     | 4:10      |           |           |           |           |           |           |           |
| 3.        | »Bewitchment (Live at Inferno Metal Festival 2009)«         | 6:30      |           |           |           |           |           |           |           |
| 4.        | »Jormundgand (Live at Inferno Metal Festival 2009)«         | 6:45      |           |           |           |           |           |           |           |
| 5.        | »Det Norrøne Alter (Live at Inferno Metal Festival 2009)«   | 4:47      |           |           |           |           |           |           |           |
| 6.        | »Jernskogen (Live at Inferno Metal Festival 2009)«          | 4:30      |           |           |           |           |           |           |           |
| 7.        | »Nattravnens Tokt (Live at Inferno Metal Festival 2009)«    | 4:30      |           |           |           |           |           |           |           |
| 8.        | »Jormundgand (Live at With Full Force Festival 2009)«       | 7:10      |           |           |           |           |           |           |           |
| 9.        | »Oaken Dragons (Live at With Full Force Festival 2009)«     | 7:45      |           |           |           |           |           |           |           |
| 10.       | »Det Norrøne Alter (Live at With Full Force Festival 2009)« | 4:19      |           |           |           |           |           |           |           |
| 11.       | »Bewitchment (Live at With Full Force Festival 2009)«       | 4:10      |           |           |           |           |           |           |           |
| 12.       | »Nattravnens Tokt (Live at With Full Force Festival 2009)«  | 6:07      |           |           |           |           |           |           |           |
| 13.       | »Dualitet og Ulver (Video clip feat. Hoest)«                | 4:42      |           |           |           |           |           |           |           |
| 14.       | »Jernskogen (Video clip)«                                   | 3:44      |           |           |           |           |           |           |           |
| 15.       | »Stones to the Burden (Live video clip)«                    | 4:25      |           |           |           |           |           |           |           |
| 76:42     |                                                             |           |           |           |           |           |           |           |           |

## Zasluge
| Helheim - V'gandr – vokali, bas-gitara - Hrymr – bubnjevi, udaraljke, gitara, drombulje, snimanje - H'grimnir – vokali, ritam gitara, naslovnica - Noralf – gitara, snimanje Dodatni glazbenici - PV Staff – dodatni vokali (na pjesmama 1 i 6) - Trine Mjanger – rog - Gunnar Emmerhoff – dodatni vokali (na pjesmama 1 i 6) - Hoest – vokali (na pjesmi 2) | Ostalo osoblje - Herbrand Larsen – mastering - Bjørnar Nilsen – produkcija, inženjer zvuka, snimanje - C. Misje – fotografija |